# Luandino Vieira
José „Luandino“ Vieira Mateus da Graça ['vi̯ɐi̯rɐ] (* 4. Mai 1935 in Lagoa do Furadouro bei Ourém, Portugal) ist ein portugiesisch-angolanischer Schriftsteller. Er setzte sich besonders für die Unabhängigkeit Angolas von Portugal ein.

## Leben
Vieira wanderte bereits 1938 als Kind nach Angola aus und wuchs in einem afrikanischen Viertel in Luanda auf. Sein Werk Luuanda von 1963 erhielt zunächst noch einen portugiesischen Literaturpreis, wurde aber bald darauf (bis 1974) verboten, da es die portugiesische Herrschaft in schlechtem Licht darstellte. Von 1961 bis 1972 saß er im Gefängnis von Tarrafal in Kap Verde, nachdem er in einem BBC-Interview Listen mit portugiesischen Deserteuren während des ersten Unabhängigkeitsaufstands in Angola öffentlich gemacht hatte.
Nach seiner Haftentlassung wurde er Präsident der angolanischen Schriftstellervereinigung.
Er schreibt Prosa in portugiesischer Sprache mit dem typisch angolanischen Einschlag, der zum großen Teil auf Elementen des Kimbundu beruht, so wie es von den Afrikanern Luandas gesprochen wird. Diese Sprache prägte Vieira früh und auch seine Erzähltechnik spiegelt diese afrikanischen Einflüsse wider. Das Leben in den afrikanischen Vierteln sowie die unterdrückenden Bedingungen der Kolonialherrschaft sind bestimmende Themenelemente seiner Werke. 2006 sollte er mit dem hochdotierten Camões-Preis ausgezeichnet werden, lehnte die Ehrung jedoch aus „persönlichen Gründen“ ab, da er sich für einen „toten“ Autor hielt. Dennoch veröffentlichte er später wieder.

## Werke
- Luuanda, 1963
- A vida verdadeira de Domingos Xavier („Das wahre Leben des Domingos Xavier“), 1961 (veröffentlicht 1974)
- Velhas estórias, 1974
- Nós os do Makulusu, 1974
- Vidas novas, 1975
- João Vêncio: os seus amores, 1979
- Lourentinho, dona Antónia de Sousa Neto e eu, 1981
- De rios velhos e guerrilheiros: O livro dos rios, 2006
- Papéis da prisão, 2015 („Papiere aus dem Gefängnis“)